# 조지 밀러 (영화 감독)
조지 밀러(영어: George Miller, AO, 1945년 3월 3일 ~ )는 오스트레일리아의 영화 감독 · 프로듀서 · 각본가이다. 《매드 맥스》 영화 시리즈로 가장 유명하며, 그 중 《매드 맥스 2》와 《분노의 도로》는 역대 액션 영화 가운데 가장 훌륭한 영화로 평가받는다.
2006년에는 《해피 피트》로 아카데미 장편 애니메이션 작품상을 수상하였다.

## 작품 목록
- 《매드 맥스》 (1979)
- 《필사의 사투》 (1980)
- 《매드 맥스 2》 (1981)
- 《환상특급》 (1983)
- 《매드 맥스 3》 (1985)
- 《이스트윅의 마녀들》 (1987)
- 《사랑하기엔 아직 일러요》 (1987)
- 《죽음의 항해》 (1989)
- 《청춘 기숙사》 (1991)
- 《로렌조 오일》 (1992)
- 《꼬마 돼지 베이브》 (1995)
- 《꼬마 돼지 베이브 2》 (1998)
- 《해피 피트》 (2006)
- 《해피 피트 2》 (2011)
- 《매드 맥스: 분노의 도로》 (2015)
- 《3000년의 기다림》 (2022)
- 《퓨리오사: 매드맥스 사가》 (2024)

## 상훈
- 1996년 오스트레일리아 훈장 오피서(AO)